# Armada de Líbia

1977-2011

L'Armada de Líbia —àrab: القوات البحرية الليبية, al-Quwāt al-Baḥriyya al-Lībiyya— és la branca marítima de les Forces Armades de Líbia, fou establerta en novembre de 1962. Es tracta d'una força naval de caràcter petit i poder no tan significatiu equipada solament amb un reduït nombre d'embarcacions ràpides dedicades principalment al patrullatge, malgrat que en els seus començaments gaudia de cert poder, avui en dia disposa d'una reduïda capacitat d'autodefensa perquè el seu arsenal naval es actualment molt escàs. L'Armada, sempre ha estat la menor de les branques de les Forces armades de Líbia, i depenia dels recursos estrangers per obtenir recanvis equipament i entrenament.
El seu primer vaixell de guerra li va ser lliurat el 1966. Inicialment, els seus efectius es van limitar a petits vaixells, però això va canviar després de l'arribada al poder del coronel Muammar al-Gaddafi el 1969. Des d'aquest moment, Líbia va començar a armar-se amb equipament d'Europa i de la Unió Soviètica. Les forces de la policia de duanes i la policia de port, van ser annexades a l'Armada el 1970, així com les seves responsabilitats.
L'Armada de la Gran Jamahiriyya Àrab Líbia Popular Socialista va ser completament desarticulada en el mes de maig de 2011, durant la Guerra Civil Líbia.

## Inicis
La missió primària de l'Armada, és la defensa costanera. Les seves forces, van ser enfortides en la dècada de 1970, amb la venda per part de la Unió Soviètica de sis submarins SSK classe Foxtrot, dels quals, solament dos d'ells quedarien en actiu, i que suposaven una amenaça per a l'Armada dels Estats Units en el Mediterrani al mateix temps que Líbia, comprava a Rússia dues corbetes de classe Nanuchka. Altres quatre corbetes de classe Assad, van ser adquirides a Itàlia, dotades de llançamíssils de llarg abast Otomat Mk.I sense datalink per a correcció en vol, i dotada d'una artilleria moderna. Estaven pitjor armats com a vaixells antiaeris que les classe Nanuchka, però amb un desplaçament equivalent a gairebé dues vegades el d'un vaixell d'atac ràpid, tenien capacitats ASW, amb torpedes guiats per sònar.

## Historial de combat
L'acció militar més reconeguda i potser la més humiliant de l'Armada de Líbia, va ser la trobada amb la sisena flota de l'Armada dels Estats Units al març de 1986 en l'Acció del Golf de Sidra, quan un vaixell d'atac ràpid llançamíssils i una corbeta van ser destruïdes, i un altre vaixell va ser danyat per aeronaus A-6s. Inusualment, diversos d'aquests atacs van ser duts a terme amb bombes de dispersió com la Mk.20 Rockeye, dissenyada com a arma antitanc.
El juliol de 1984, es creu que el transbordador de càrrega horitzontal Ghat (o Ghada) va ser minat a la Mar Roja a pocs quilòmetres al sud del Canal de Suez. Aproximadament dinou vaixells van ser danyats, inclòs el portacontenidors soviètic, que va ser el primer vaixell a rebre un atac similar el 9 de juliol. L'organització islamista Jihad va reivindicar l'atac, no obstant això, el president Hosni Mubàrak no el va creure i va culpar Muammar al-Gaddafi i Líbia. Altres fonts van indicar a posteriori que el vaixell va trigar quinze dies a completar un viatge que normalment en duraria vuit, que el cap de la divisió libia de minat estava a bord, i que, quan era examinat pels funcionaris francesos a Marsella la porta de popa va ser danyada.

En preocupar-se per la seguretat i una pèrdua de rèdit del canal, Egipte va organitzar una operació complexa de desminatge, que va implicar dragamines francesos, britànics, italians, neerlandesos, i de l'exèrcit dels Estats Units. Els britànics van localitzar una mina de fabricació soviètica, que va ser venuda a Líbia després de 1981 i col·locada molt probablement per causar problemes a Egipte.
Durant la Guerra Civil de Líbia, l'armada igual que altres branques de l'exèrcit locals se'ls va acusar d'atacar civils, com un suposat atac amb vaixells llançamíssils atracats a Tripoli que vacausar diversos morts. Mai es va precisar amb exactitud l'origen de l'atac.
El 25 de febrer de 2011, oficials navals d'aquesta zona del país, van donar suport al moviment contra el govern. Les insurgents antigovernamentals, van declarar que l'Armada de Líbia, havia bombardejat posicions seves durant la batalla de Ra's Lanuf. També van executar operacions de desembarcament naval amb quatre vaixells per flanquejar les forces rebels a Ra's Lanuf

## Flota (1985)

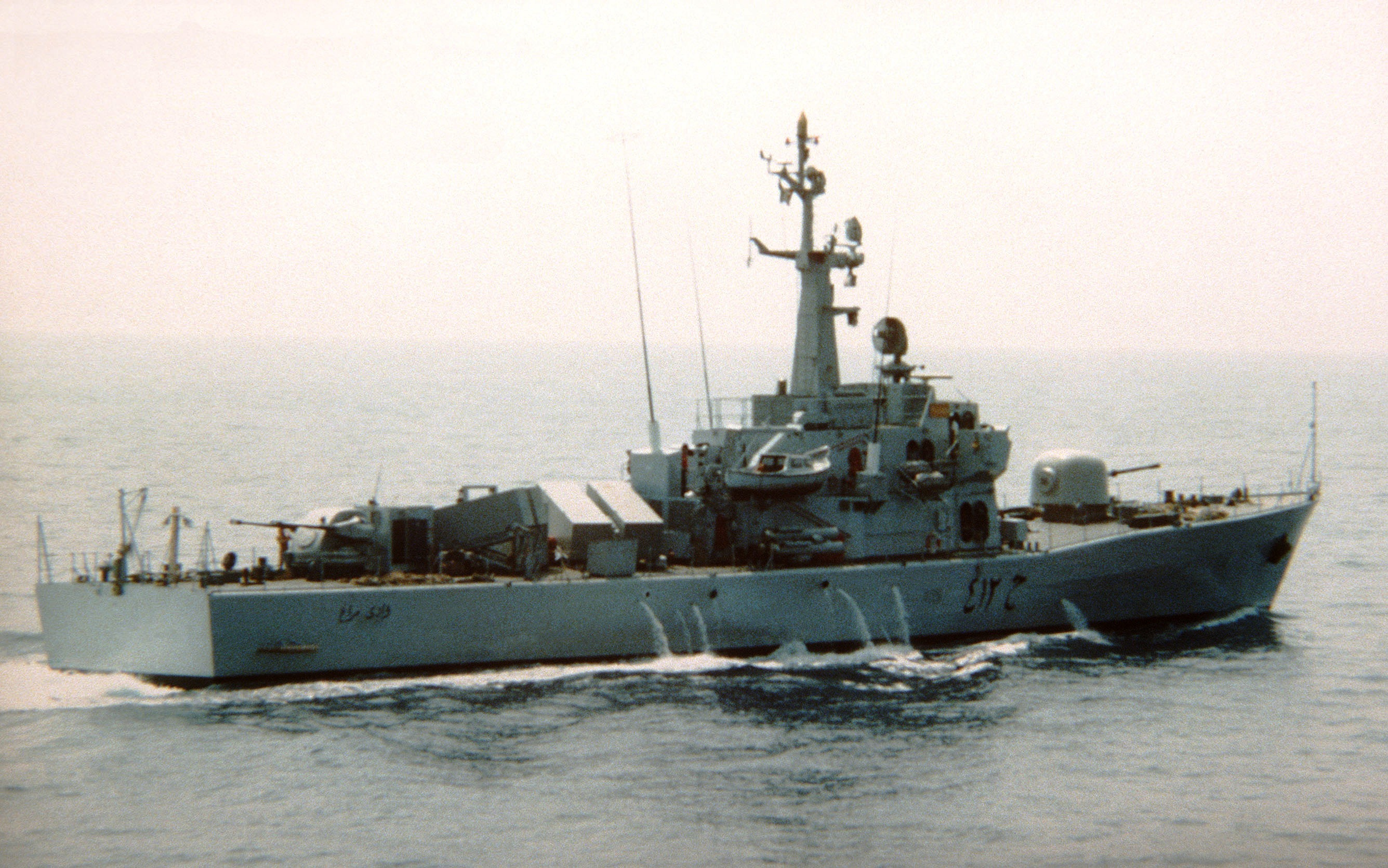
Corbeta llançamíssils de construcció italiana de classe Assad el 1982.

- 1 fragata classe Vosper (construïda en el Regne Unit i modernitzada en la dècada de 1980 amb míssils OTOMAT Aspide SAM, un nou radar de recerca i més equipament).
- Dat Assawari

Armament:
1 canó de 114 mm Mk.8
2 canons AA de 40 mm
2 canons Oerlikon de 35mm
2 SAM Seacat
1 morter ASW Limb Mk.10
- 4 corbetes classe Assad (construïdes a Itàlia, 1 canó de 76 mm, 2 canons de 35 mm, 6 tubs lançatorpedes, 4 míssils OTOMAT)
- 4 corbetes classe Nanuchka
- Algunes unitats lleugeres de la classe Ossa i la classe Jaguar (16 míssils SS-i 2 canons de 40 mm)
- 3 naus de desembarcament classe Polnocny
- Algunes embarcacions menors.

## Flota (2006)

### Fragates

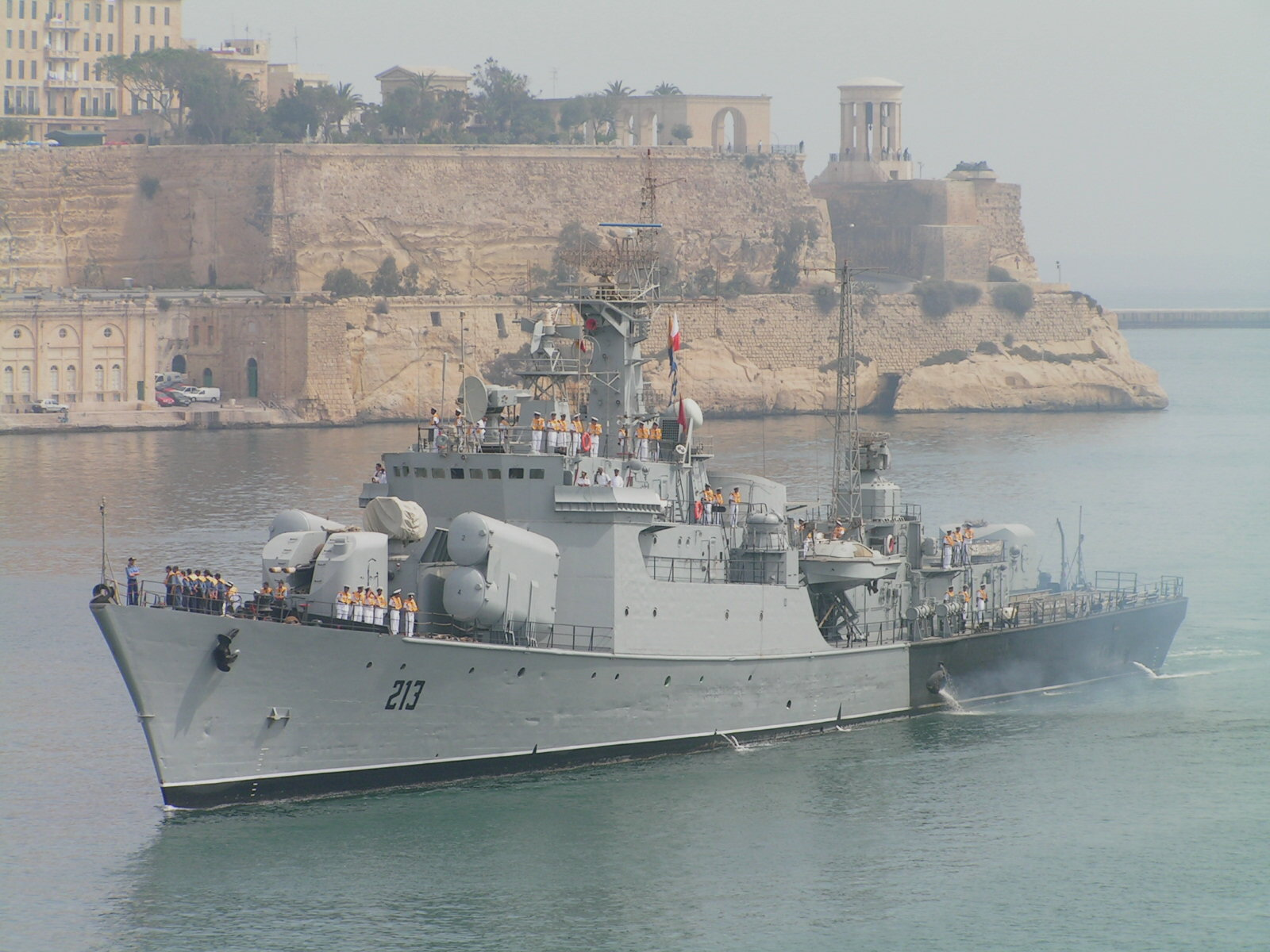
Fragata libia Al Ghardabia en la Valletta l'any 2005.

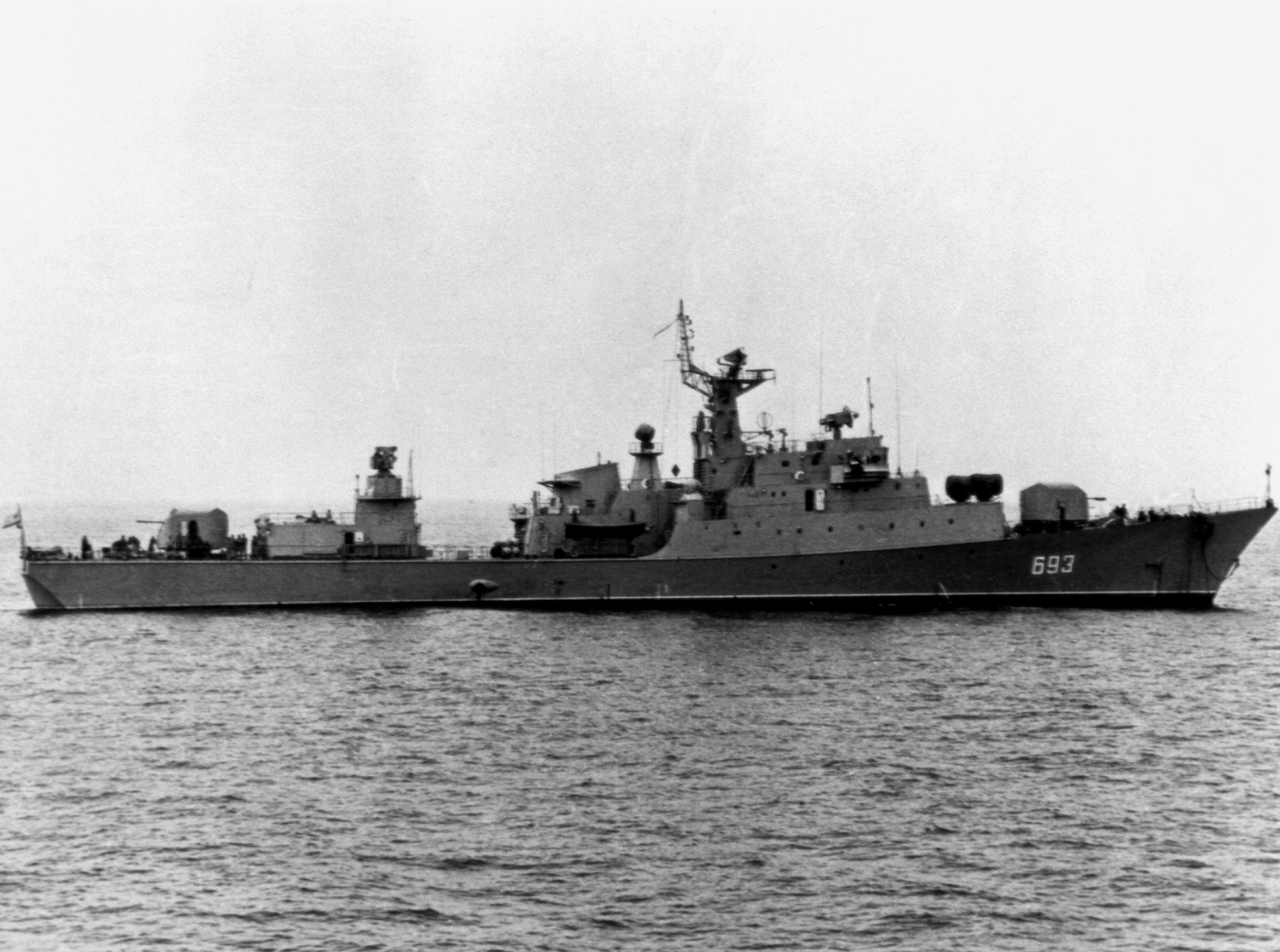
Fragata de la classe Koni.

2 Classe Koni (Tipus 1159) (una operacional)
- Al Hani (212): (Capturada pels rebels a Bengasi)
- Al Ghardabia (213): (Enfonsada en port per l'OTAN el 20 de maig de 2011)

Armament:
4 SSM SS-N-2C Styx
2 SAM SA-N-4
4 canons de 76mm.
4 canons de 30mm.
4 tubs llançatorpedes de 406mm.
1 morter A/S RBU-6000 .
20 mines

### Corbetes
2 Classe Nanuchka (una operacional)
- Tariq-Ibn Ziyad (416): (Capturada pels rebels)
- Ain Zaara (418): (Enfonsada en port per l'OTAN el 20 de maig de 2011)

Armament:
4 SSM SS-N-2C Styx
2 SAM SA-N-4
2 canons de 57mm MFPB

### Llanxes ràpides d'atac
9 Classe La Combattante IIa (7 operacionals)
Armament:
4 SSM Otomat
1 canó 76mm gun
2 canons 40mm guns

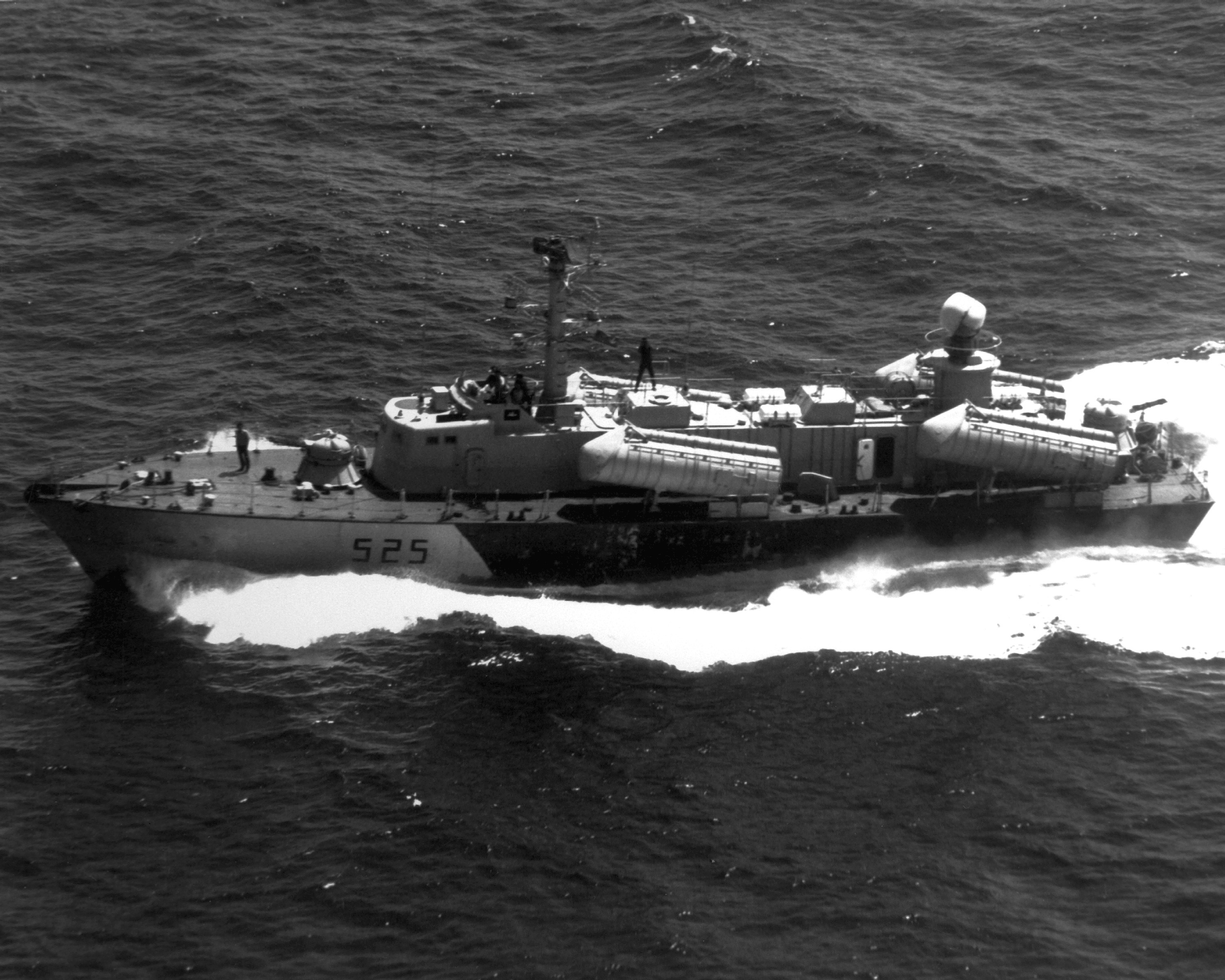
Vista del projecte soviètic 205ER (codi OTAN Ossa 2) de vaixell ràpid lançamíssils guiats El Mtkhur (525).

12 Classe Ossa (Tipus II) (4 operacionals)
Armament:
4 SSM SS-N-2C Styx
4 canons de 30mm.

### Dragamines
9 Classe Natya (Tipus 266EM) (5 operacionals)
Armament:
4 canons de 30mm.
4 canons de 25mm.
2 morters A/S RBU 1200.
10 mines.
Escombramines acústics i magnètics.
Addicionalment, compta amb vaixells auxiliars i llanxes de desembarcament.

### Submarins

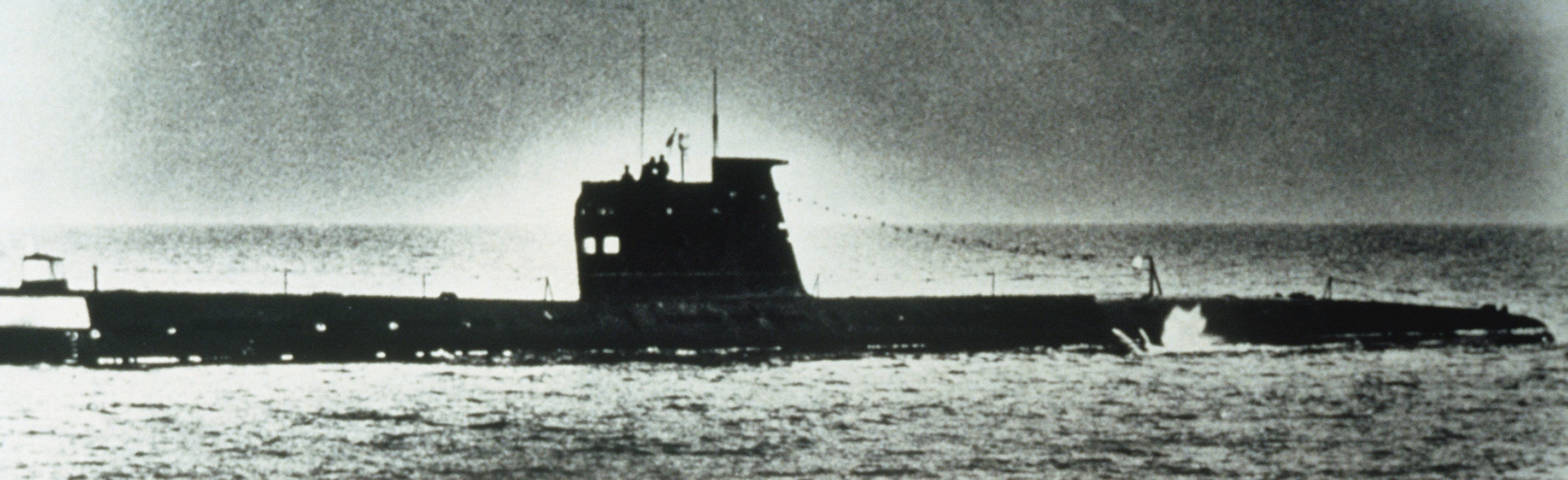
Submarí Foxtrot libi l'any 1982.

6 submarins classe Foxtrot (en quedaria 1, possiblement fora de servei.)
Originalment Líbia va rebre 6 submarins de la Unió Soviètica el 1982. Ara bé, no patrullen des de 1984 i es va reportar l'enfonsament d'un d'ells el 1993, un altre va ser abandonat a Lituània a causa de les sancions internacionals. Hi ha informes de que un dels submarins, va ser modernitzat el 2003, però és improbable que continuïn operacionals.

## Estat actual (2012-present)
L'armada, i les altres branques de les Forces Armades de Líbia després de la guerra civil contínua activa amb les seves tasques habituals però usant el poc equip que tenen a la seva disposició supervivent de la contesa amb promeses buides sobre adquisició de nous equipaments. Actualment la feina de l'Armada solament es limita a fer front a les embarcacions clandestines que transporten immigrants i mercaderies il·legalment cap a Europa.

### Fragates
1 × Fragata classe Koni
- Al Hani (212)

Armament:
- 4 × SS-N-2C míssils Styx SSM
- 2 × SA-N-4 SAM
- 4 × canons de 76mm
- 4 × canons de 30mm
- 4 × torpedes de 406mm
- 1 × morter antisubmarí RBU-6000
- 20 x mines

### Dragamines
1× Dragamines classe Natya

Armament:

- 4 × canons de 30mm
- 4 × canons de 25mm

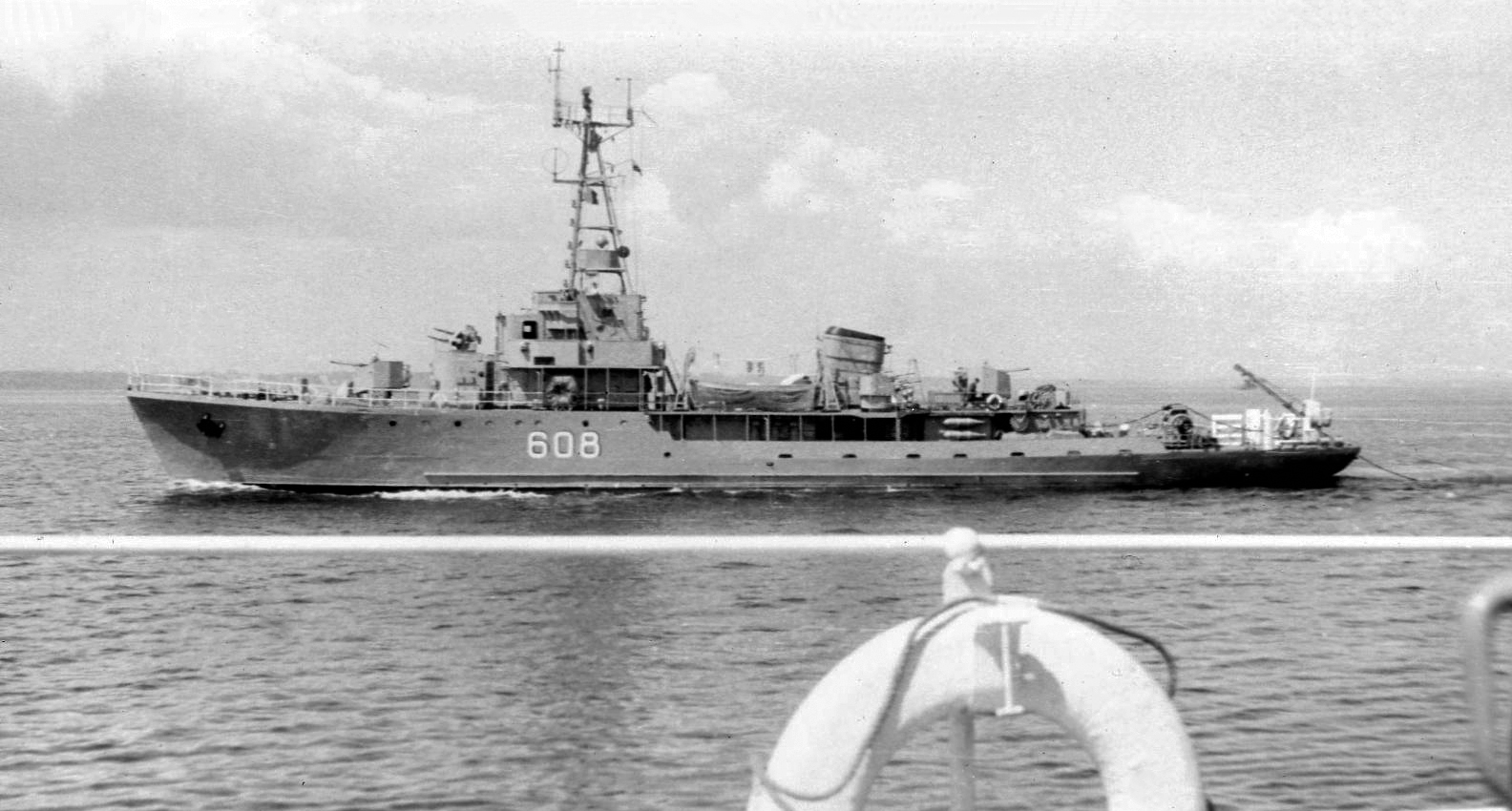
Vaixell dragamines.

- 2 × morters antisubmarins RBU-1200
- 10 x mines
- Escombramines acústics i magnètics.

### Llanxes de desembarcament

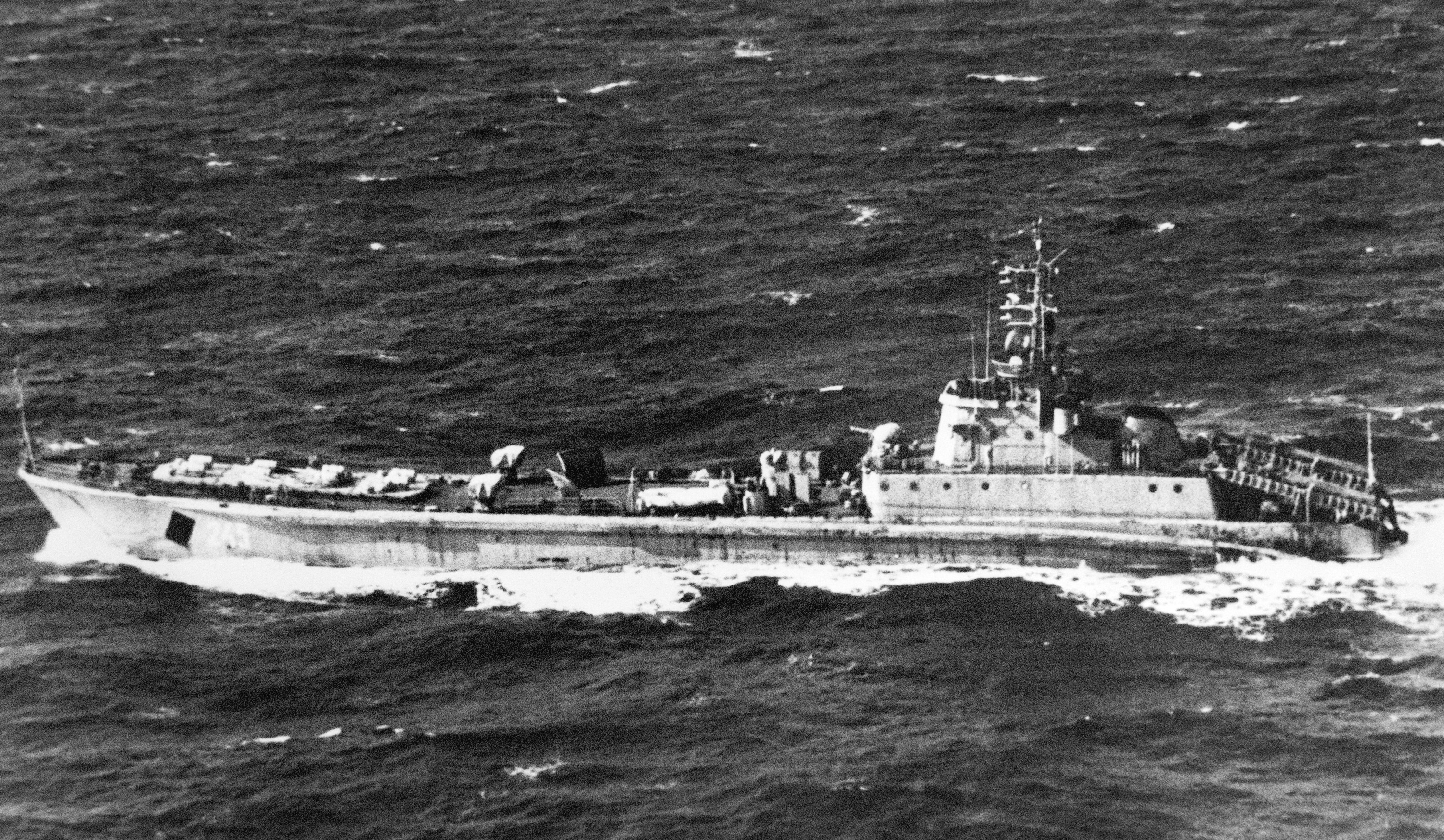
Vaixell de la classe Polnocny-C, maig de 1985.

2 x Llanxes de desembarcament classe Polnocny-C
- 132 Ibn Ouf
- 134 Ibn Haritha

Armament:
- 4 x llançadors de míssils terra-aire SA-N-5 Strela 2
- 4 x canons de 30mm AK-230
- 18 x llançacoets de 140mm Ogon

## Infraestructures navals

### Bases navals
- Al-Khums
- Bengasi (sota el control de l'oposició)
- Misrata
- Tobruk
- Trípoli (bombardejada per aire per forces de la coalició el 21 de març de 2011)
- Derna

### Instal·lacions per a manteniment i reparacions de vaixells
Les instal·lacions per al manteniment de vaixells de Trípoli, amb tècnics estrangers per reparar els vaixells, compten amb dics flotants per a vaixells d'entre 6.000 i 3.200 tones de pes mort a Bengasi i Tobruk.